# Saxifraga chrysantha
Saxifraga chrysantha är en stenbräckeväxtart som beskrevs av Asa Gray. Saxifraga chrysantha ingår i Bräckesläktet som ingår i familjen stenbräckeväxter. Inga underarter finns listade i Catalogue of Life.